# Піхвова пластина

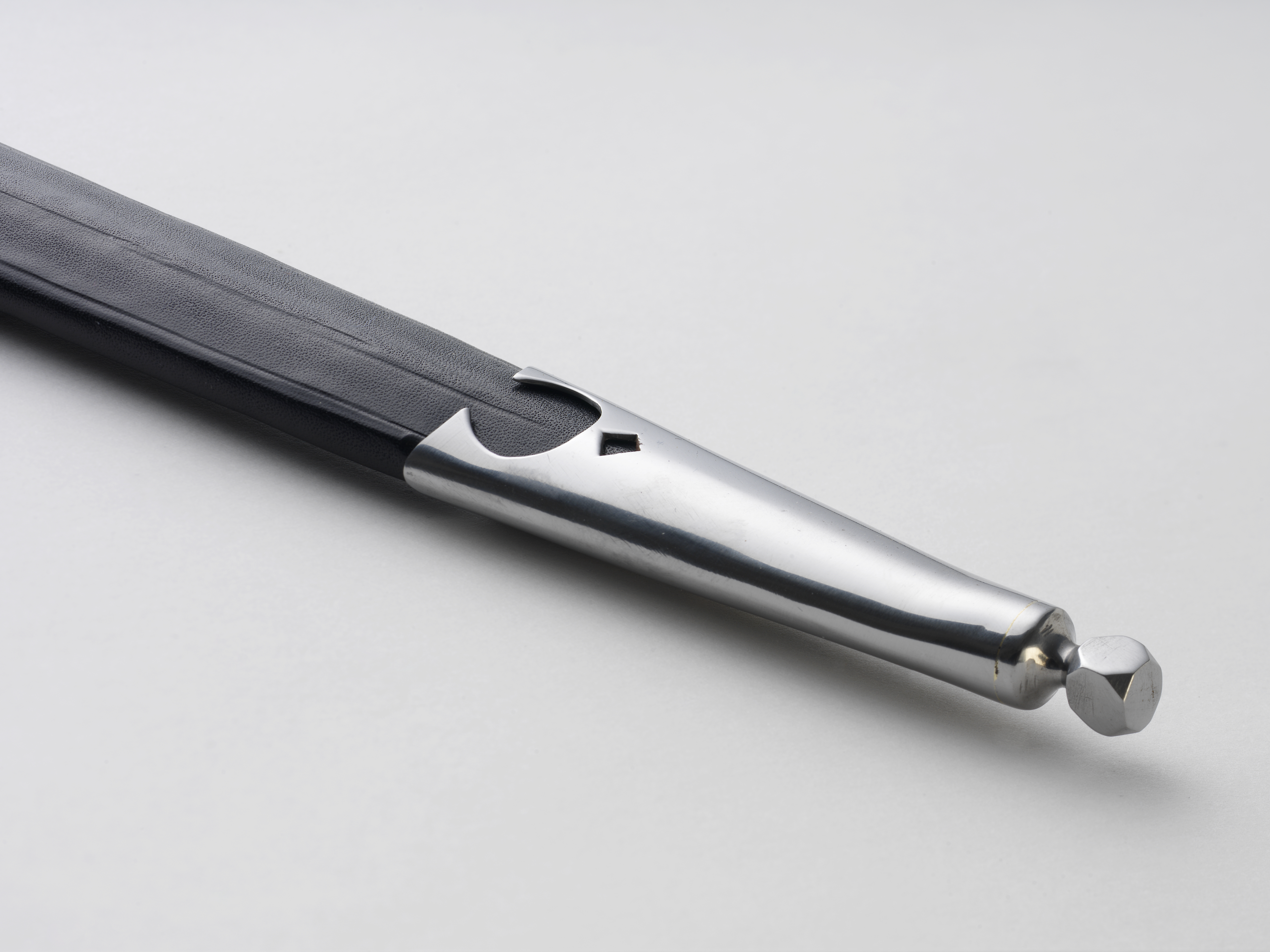
Піхви з накладною пластиною

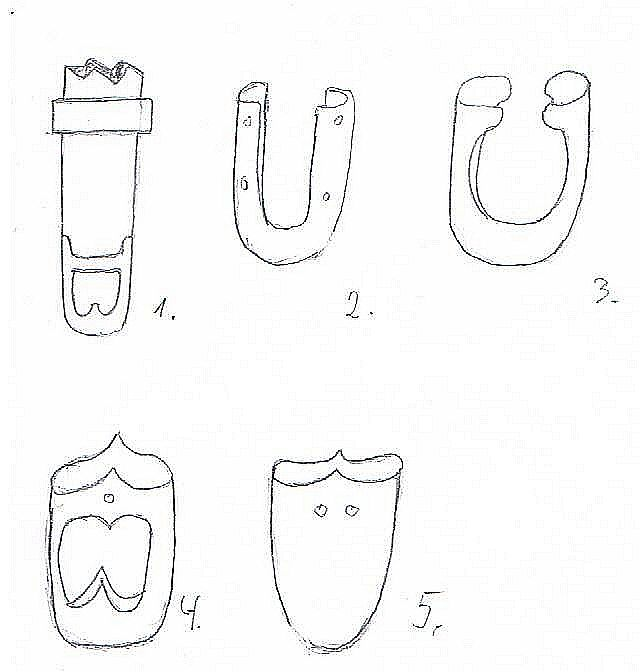
Розмістіть форми пластин

Піхвова пластина або накладна стрічка — металеве кріплення на кінчику піхов для холодної зброї (напр., кинджала, ножа, меча).

## Форма і функція
Накладна пластина служить для посилення піхов в районі місця (наконечника) холодної зброї. Оскільки піхви для мечів зазвичай виготовляються з дерева та/або шкіри, вони чутливі до ударів, стирання та згинання. Пластина також гарантує, що кінчик меча не може пробити шкіру чи дерево та поранити власника.
Оригінальною формою є плита місця у вигляді U-подібного корпусу з більш-менш довгими ніжками. У випадку з неметалевими піхвами пластина місця кріпилася до тіла піхов за допомогою клею, скоб або шпильок. Накладна пластина рідко кріпилася до металевих оболонок, де зазвичай припаювалася.
Нижній кінець пластини розташування іноді утворений сферичною, плоскою або гостроим кінцем.
Піхввова пластина зазвичай виготовляються з бронзи, заліза або латуні, деякі були покриті золотом або сріблом. Вони рідко виготовляються з дорогоцінних металів. Залежно від моди вони можуть бути вишукано прикрашені.
Відповідником у отворі піхви є ротова пластина піхви. Це робиться для запобігання пошкодженню піхви під час вставлення гострого леза.

## Геральдика

Для порівняння: геральдична фігура піхвової пластини

Піхвова пластина також використовуються як негеральдична фігура в геральдиці. Іноді їх плутають з листям латаття, тому що опала форма листя латаття нагадує піхвову пластину. Виріз отвору на пластині є конюшиноподібний, іноді вісімкоподібний і сягає ширини зовнішнього краю двох бічних стулок. Зовнішній контур у формі серця, звичайний для листка латаття, у пластин є більш строго геометрично прямий. У листків латаття, круглий чи трилисний отвір звужено до «товщини пагона».

## Веб-посилання
- Спеціальні мотиви: Каплиця.